# Renata Arruda
Renata Laís de Arruda (* 18. Februar 1999 in Olinda, Brasilien) ist eine brasilianische Handballspielerin, die dem Kader der brasilianischen Nationalmannschaft angehört.

## Karriere

### Im Verein
Arruda begann das Handballspielen in ihrer Geburtsstadt an der Colégio Imaculado Coração de Maria und schloss sich anschließend dem Verein Clube Português do Recife an. Im Jahr 2017 wurde die Torhüterin vom spanischen Erstligisten Club Balonmano La Calzada unter Vertrag genommen. Mit dem Verein gewann sie im Jahr 2018 die Copa de la Reina. Im selben Jahr wurde sie beim Ligakonkurrenten Balonmano Bera Bera als Neuzugang vorgestellt. Mit Bera Bera gewann sie 2020 und 2021 die spanische Meisterschaft sowie 2019 den spanischen Pokal. In der Saison 2021/22 lief sie für den rumänischen Erstligisten CS Măgura Cisnădie auf und wechselte anschließend zum Ligakonkurrenten CS Gloria 2018 Bistrița-Năsăud. Mit CS Gloria 2018 Bistrița-Năsăud stand sie in der Saison 2023/24 im Finale der EHF European League. Im Wettbewerb hielt sie in 10 Partien 139 gegnerische Würfe.

### In Auswahlmannschaften
Arruda gehörte dem Kader der brasilianischen Jugendnationalmannschaft an, mit der sie im Jahr 2016 die Jugend-Panamerikameisterschaft gewann und an der U-18-Weltmeisterschaft teilnahm. Anschließend lief sie für die brasilianische Juniorinnennationalmannschaft auf. Im Jahr 2018 gewann sie mit dieser Auswahlmannschaft die Juniorinnen-Panamerikameisterschaft und nahm an der U-20-Weltmeisterschaft teil. Arruda nahm im selben Jahr mit der brasilianischen A-Nationalmannschaft an der Süd- und mittelamerikanischen Meisterschaft teil, bei der sie den Titel gewann. Anschließend gewann sie mit Brasilien die Goldmedaille bei den 18. Panamerikanischen Spielen in Lima, die Goldmedaille bei der Süd- und mittelamerikanischen Meisterschaft 2021 sowie die Goldmedaille bei den 19. Panamerikanischen Spielen in Santiago de Chile. Weiterhin nahm sie mit der brasilianischen Auswahl an den Olympischen Spielen in Tokio und an den Olympischen Spielen in Paris teil.